# 쩐 예종 (10대)
쩐 예종(베트남어: Trần Duệ Tông / 陳睿宗, 1337년 6월 30일(음력 6월 2일) ~ 1377년 6월 19일(음력 5월 13일))은 베트남 쩐 왕조의 제10대 황제(재위: 1372년 ~ 1377년)이다. 휘는 쩐낀(베트남어: Trần Kính / 陳曔 진경)이며, 명사(明史)에서는 이름이 진일단(陳日煓)이다. 칭호는 흠황(Khâm Hoàng/欽皇)이다. 절일은 제천절(齊天節)이다.

## 생애
제5대 황제 명종(明宗)의 11번째 아들이다. 즉위 전 작위는 공선왕(베트남어: Cung Tuyên Vương / 恭宣王)이다. 
1370년 11월, 형인 예종(藝宗)을 옹립하는데 공을 세웠다. 
1371년 4월, 황태자(皇太子)로 책봉되었다.
1372년 11월 9일(12월 4일), 형인 예종(藝宗)이 양위를 받고, 즉위하였다.
1373년 3월, 황장자 쩐비(Trần Vĩ/진위/陳煒)를 창무대왕(Chương Vũ Đại Vương/彰武大王)으로 봉하고, 이후에 황태자(皇太子)로 책봉 하려 했으나 요절하였다.
1376년 정월, 신하들의 충언에 불과하고 숙적인 참파와 정벌하러 군사 12만 명을 일으켰다. 군사를 이끌고 친정 하였지만 참파군에게 대패하였다. 5월 13일(6월 19일), 그 전투에서 전사하였다. 향년 41세(만 39세)이다.

## 존호, 시호, 묘호, 능호
재위 시 존호는 계천응운인명흠효황제(Kế Thiên Ứng Vận Nhân Minh Khâm Hiếu Hoàng Đế/繼天應運仁明欽孝皇帝)이다.
묘호는 예종(Duệ Tông/睿宗)이며, 능호는 희릉(Huy Lăng/熙陵)이다.

## 가족관계

### 부모
- 부친 : 명종황제(Minh Tông Hoàng Đế/明宗皇帝) 쩐마인(Trần Mạnh/陳奣/진앵)
- 모친 : 돈자황태비(Đôn Từ Hoàng Thái Phi/敦慈皇太妃) 여씨(Lê Thị/黎氏)

### 후비
- 가자황후(Gia Từ Hoàng Hậu/嘉慈皇后) 여씨(Lê Thị/黎氏) (? ~ 1381년)
- 신비(Thần Phi/宸妃) 응우옌빗쩌우(Nguyễn Bích Châu/阮碧珠/완벽주) (1356년 ~ 1377년) - 또 다른 칭호는 제승부인(Chế Thắng phu nhân/制勝夫人).
- 공비(Cung Phi/恭妃) 쩐응옥호아(Trần Ngọc Hòa/陳玉和/진옥화)

### 황자
- 1. 창무대왕(Chương Vũ Đại Vương/彰武大王) 쩐비(Trần Vĩ/진위/陳煒) (1360년 ~ 1374년) - 가자황후 소생.
- 2. 건덕대왕(Kiến Đức Đại Vương/建德大王) 쩐히엔(Trần Hiện/陳晛/진현) - 가자황후 소생. 제11대 황제 영덕왕(Linh Đức vương/靈德王).
- 3. 쩐응우옌디에우(Trần Nguyên Diệu/陳元曜/진원요) (? ~ 1390년)
- 4. 창정왕(Chương Tĩnh Vương/彰靖王) 쩐응우옌히(Trần Nguyên Hy/陳元翬/진원휘)

### 황녀
- 휘진공주(Huy Chân Công Chúa/輝眞公主) - 공비 진씨 소생.

## 기년
| 예종        | 원년            | 2년        | 3년        | 4년        | 5년        |
| ----------- | --------------- | ---------- | ---------- | ---------- | ---------- |
| 서력 (西曆) | 1373년          | 1374년     | 1375년     | 1376년     | 1377년     |
| 간지 (干支) | 계축(癸丑)      | 갑인(甲寅) | 을묘(乙卯) | 병진(丙辰) | 정사(丁巳) |
| 연호 (年號) | 융경(隆慶) 원년 | 2년        | 3년        | 4년        | 5년        |